# Comic außerhalb Europas und der Vereinigten Staaten
Auch außerhalb Europas und der Vereinigten Staaten sind Comics verbreitet und haben ihre eigene Tradition.

## Japan

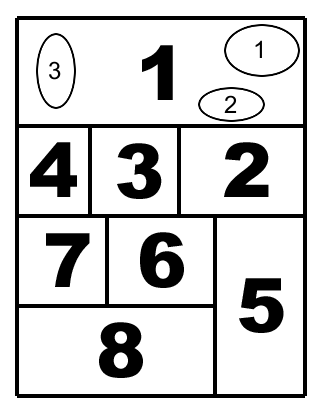
Schematische Leserichtung für japanische Mangas

In Japan entstand im 16. Jahrhundert eine Tradition japanischer Holzschnitte, die Vorbild einer Reihe grotesker Zeichnungen des japanischen Künstlers Katsushika Hokusai im 19. Jahrhundert waren, vergleichbar mit den Grotesken da Vincis. Hokusai nannte sie Manga. Diese Bezeichnung findet noch heute Anwendung für Comics im japanischen Stil.
Japans Comic-Industrie gehört zu den größten der Welt. Seit Mitte der 1980er Jahre finden die so genannten Mangas auch im Westen zunehmend Verbreitung.
Japanische Mangas werden im Gegensatz zu westlichen Comics und südkoreanischen Manhwa in den Heften von hinten nach vorn, und bei den jeweiligen Seiten von rechts nach links gelesen, wie es das nebenstehende Schema veranschaulicht.

## China
Chinesische Bildergeschichten, so genannte lianhuanhua (连环画, Kettenbilder), haben wie in Japan eine lange Tradition. Ihren Namen tragen sie jedoch erst seit 1925, als in Shanghai die ersten spezifisch so genannten Werke auf den Markt kamen. Nach der Gründung der Volksrepublik China am 1. Oktober 1949 wurden lianhuanhua als ein wichtiges Erziehungsmedium im Sinne der kommunistischen Ideologie, allen voran der Mao-Zedong-Ideen zu Literatur und Kunst (Yan’an 1942), genutzt und durch hohe Auflagen landesweit verbreitet. Beispielsweise betrug 1982 die Gesamtauflage aller lianhuanhua geschätzte 860 Millionen Exemplare.

## Südkorea
Die südkoreanischen Manhwa sind stark vom japanischen Manga-Stil beeinflusst. Sie werden jedoch im Gegensatz zu japanischen Mangas in westlicher Leserichtung (von links oben nach rechts unten) gelesen. 2005 war Korea, im Besonderen Südkorea Gastland der Frankfurter Buchmesse, mit den Manhwa als einem Schwerpunkt.

## Comics in Afrika
Obwohl Comics in einigen afrikanischen Ländern (vor allem Kenia und Tansania) relativ weit verbreitet sind, ist die Afrikanische Comic-Szene außerhalb des Kontinents äußerst unbekannt. In Tansania sind beispielsweise im Laufe der Jahrzehnte bis zu 40 Comic-Magazine erschienen.
Spezifisch afrikanische Comic Strips gibt es seit 30 bis 40 Jahren analog zum Grad der politischen Unabhängigkeit und zu den anschwellenden und abebbenden Wellen der Pressefreiheit. Südafrika hat eine weit ältere Tradition. Sowohl die Herrschenden als auch die Unterdrückten produzierten Cartoons und Comic-Strips seit Druckpressen und Druckmaschinen im Lande waren. Der bekannteste südafrikanische Comic Strip der Gegenwart heißt Madam and Eve und kann ohne Probleme im Internet eingesehen werden.
Typisch für afrikanische Comicmagazine sind ihre kurze Lebensdauer und ihre geringe Reichweite, die eine ausführliche Bestandsaufnahme praktisch unmöglich machen.
Am längsten hielten sich Zazou mit zehn Ausgaben an der Elfenbeinküste, das Journal De La Lutte Contre Les Mauvaises Moeurs De La Societé mit dem Erzbischof von Bangui als Herausgeber, Gringrin in Mali als monatliches Magazin für Kinder oder das zweimonatlich erscheinende Cocotier von Hans Kwaaitaal in der Republik Gabun. In der Demokratischen Republik Kongo, die von 1971 bis 1997 auch als Zaire bekannt war, erschien für vier Ausgaben das Magazin Afro BD, aus dem dann der Nachfolger Africanissimo hervorging. Bekannte Zeichner sind hier O. Bakouta-Batakpa, Boyau, Mongo Sissé, Barly Baruti, Tchibemaba Ngandou, Assimba Bathy, Lepa Mabila Saye, sowie als Nachwuchs Thembo, Makonga, Pat Masioni, Fifi Mukuna, Luva oder Badika.
Für eine gewisse überregionale Kontinuität sorgt mittlerweile das jährlich wiederkehrende African Comic Strip Festival in Libreville/Gabun, das sich als Kürzel die Bezeichnung JABD gegeben hat.
Der ewige Mangel an Qualitätspapier lässt digitale Editionen mehr und mehr in den Vordergrund rücken. Sie sind es, die in Internetcafés problemlos betrachtet werden können, ohne für teures Geld ausgedruckt werden zu müssen. Bestes Beispiel ist der südafrikanische Fortsetzungscomic Antony And The Race Day Challenge, der dort von einer bekannten Bank großflächig im Portable Document Format (PDF) verteilt wird. Einen entscheidenden Anteil am Papierverbrauch hat sicherlich auch die Nelson Mandela Stiftung. Im Oktober 2005 begann man mit der Veröffentlichung eines Mammutcomics in neun Bänden zu 28 Seiten über das Leben und Wirken Nelson Mandelas und seiner Weggefährten und Weggefährtinnen. Mehr als eine Million Exemplare der ersten Episode wurden gratis an Schulen, als Zeitungsbeilage und an Minenarbeiter verteilt.

## Comics im Iran
Auch im Iran sind Comics weit verbreitet, sind jedoch in ihrem Plot viel Stärker an religiösen Topoi ausgerichtet.
- In „99“ suchen islamische Superhelden nach den 99 Steinen der Erkenntnis, um die Welt zu retten.[1]
- Die mittlerweile im französischen Exil lebende iranische Comic-Autorin Marjane Satrapi beschrieb in dem hochgelobten Comic Persepolis ihre Kindheit im Zeichen der Revolution in ihrem Heimatland. Sticheleien beschreibt ein Gespräch der Frauen ihrer Familie, in denen sich ihre Lebenssituation darstellt.[2]

## Übrige Welt
- Aus Südamerika kommen einige wenige Superheldencomics (Diablo) sowie eine Reihe von Zorro-Comics, aus Argentinien Mafalda (Comicfigur) und Nippur de Lagash, aus Chile Condorito.
- Aus Mexiko und den USA stammt eine Gattung des Aufklärungs-Comics aus den 1970er/1980er Jahren. In Deutsch als Sachbuch erschienen unter … für Anfänger im Rowohlt Verlag greifen sie Themen aus dem politischen, historischen und wissenschaftlichem Spektrum auf. Die Comics sind dabei aus Zeichnungen und fotokopierten Vorlagen zusammengestellt und geben inhaltlich eine besonders anschauliche Einführung in das jeweilige Thema. Viele Inhalte sind aus ideologischen Motiven entstanden. (Marx, Lenin, Darwin, Kernenergie, Einstein, Genetik etc.)